# Aman Sehrawat
Aman Sehrawat (16 de julio de 2003) es un deportista indio que compite en lucha libre. Participó en los Juegos Olímpicos de París 2024, obteniendo una medalla de bronce en la categoría de 57 kg.

## Palmarés internacional
| Juegos Olímpicos | Juegos Olímpicos | Juegos Olímpicos  | Juegos Olímpicos |
| Año              | Lugar            | Medalla           | Categoría        |
| ---------------- | ---------------- | ----------------- | ---------------- |
| 2024             | París (Francia)  | Medalla de bronce | 57 kg            |